# Prune Peche
Prune Peche es una variedad cultivar de ciruelo (Prunus domestica), de las denominadas ciruelas europeas.
Una variedad que se crio y desarrolló a mediados del siglo XIX, siendo un híbrido resultado del cruce de Prunus domestica X Prunus persica (melocotón). Las frutas tienen una pulpa de color marrón rojizo claro, casi de un color salmón en las partes más ligeras, salpicada de manchas oscuras oscuras y cubierta con una delicada pruina pálida, con pulpa de color amarillo pálido, textura con un poco de grano grueso, pero jugosa y de agradable sabor vivaz cuando está completamente madura. Tolera las zonas de rusticidad según el departamento USDA, de nivel 5 a 9.

## Sinonimia
- "Peach Plum",
- "Noisette",
- "Poiteau".[4][5]

## Historia
'Prune Peche' se desarrollaron a mediados del siglo XIX  de origen incierto en Francia o en Inglaterra a partir de un cruce entre ciruelo (Prunus domestica) y melocotón (Prunus persica).
'Prune Peche' se encuentra en el catálogo de las ciruelas cultivadas en el banco de germoplasma de cultivos vivos, de National Fruit Collection (Colección Nacional de Fruta) de Reino Unido con el número de accesión: 1955-038 y Nombre Accesión : Prune Peche. Fue incorporado al "National Fruit Trials" (Probatorio Nacional de Frutas) en 1955 procedente de la "Station de Recherches", Gante, Bélgica.

## Características
'Prune Peche' árbol grande, vigoroso, extendido, abierto, no es pesado; ramillas más bien delgadas, con entrenudos cortos, de color rojo opaco que tiene un tiempo de floración que comienza a partir del 17 de abril con el 10% de floración, para el 24 de abril tiene una floración completa (80%), y para el 4 de mayo tiene un 90% de caída de pétalos.
'Prune Peche' tiene una talla de fruto muy grande, de forma ovalada, siendo generalmente más ancho que alargado, de forma regular, redondeada, muy aplanada en ambos extremos, sutura poco profunda, pero fuertemente marcada; epidermis tiene una piel fina de color marrón rojizo claro, casi de un color salmón en las partes más ligeras, salpicada de manchas oscuras oscuras y cubierta con una delicada pruina pálida; pedúnculo muy corto, más bien robusto, colocado en una cavidad estrecha y poco profunda; pulpa de color amarillo pálido, textura con un poco de grano grueso, pero jugosa y de agradable sabor vivaz cuando está completamente madura.
Hueso muy grande, casi redonda, muy plana y muy surcada.
Su tiempo de recogida de cosecha del 20 al último de julio, es sin duda la ciruela temprana más grande y es muy digna de ser cultivada.

## Usos
Las ciruelas 'Prune Peche' son buenas en fresco para comer directamente del árbol, calidad de primera.